# Gipsy Queen (2019)
Gipsy Queen ist ein deutsch-österreichischer Spielfilm von Hüseyin Tabak aus dem Jahr 2019 mit Alina Șerban, Tobias Moretti und Irina Kurbanova.

## Handlung
Ali ist eine alleinerziehende Mutter, die mit ihren beiden Kindern in Hamburg lebt. Nachdem sie ihren Job als Zimmermädchen verliert, findet sie in der Kneipe Zur Ritze in St. Pauli eine Beschäftigung. Dort wird tagsüber im Keller geboxt. Alis Vater war selbst Boxer und trainierte sie bereits im Kindesalter.
Ali kam erst kurz zuvor nach Hamburg, nachdem sie unverheiratet schwanger wurde und sie von ihrem Vater aus ihrem Dorf in Rumänien verstoßen wurde. Ali ist darüber weiterhin wütend, als sie an einem Boxsack ihre Wut abreagiert, erkennt Tanne, der Besitzer der Ritze, ihr Talent und nimmt sie unter seine Fittiche. Eines Tages nehmen ihre beiden Kinder Reißaus. Nachdem Ali droht alles zu verlieren, steigt sie wieder in den Ring, um ihre Kinder zu retten.

## Produktion und Auswertung

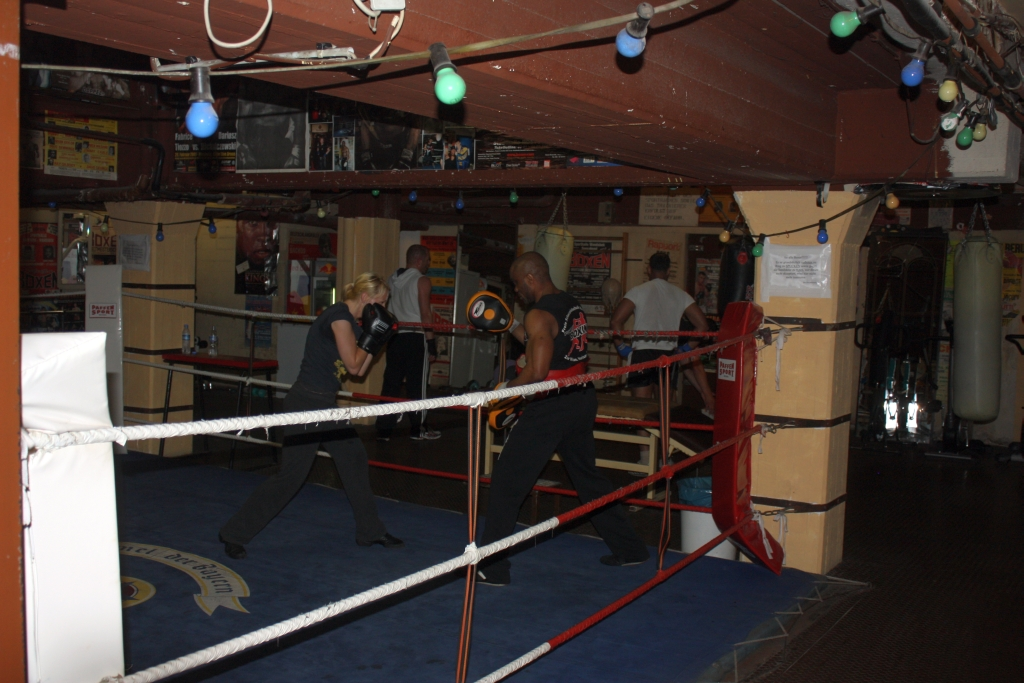
Einer der Schauplätze: Die Hamburger Kneipe Zur Ritze

### Dreharbeiten
Die Dreharbeiten fanden vom 10. Oktober bis zum 2. Dezember 2017 statt, gedreht wurde in Wien, Hamburg und der Slowakei.
Für den Ton zeichnete Maj-Linn Preiß verantwortlich, für das Kostümbild Katrin Aschendorf, für das Szenenbild Julia Oberndorfinger und Attila Plangger, sowie für die Maske Kathi Kullack und Nica Faas.

### Stil
Während die meisten Boxszenen wie in Sportfilmen üblich durch Schnitte dramatisiert sind, inszenierten Regisseur Hüseyin Tabak und Kameramann Lukas Gnaiger den für einen Boxfilm obligatorische Endkampf als eine siebenminütige Plansequenz. Das bedeutet, dass die Szene völlig ohne Schnitte auskommt und somit die Choreografie des Kampfes im Vorfeld genau festgelegt und geprobt werden musste. Obwohl dieses Konzept nicht neu ist – beispielsweise beinhaltet der Boxfilm Creed eine vierminütige Plansequenz – so ist es in dieser Länge durchaus ungewöhnlich.

### Finanzierung und Veröffentlichung
Produziert wurde Gipsy Queen von der deutschen Dor Film West GmbH in München, Koproduzent war das österreichische Mutterunternehmen DOR Film Produktionsgesellschaft m.b.H. der Produzenten Kurt Stocker und Danny Krausz.
Unterstützt wurde der Film vom Österreichischen Filminstitut, vom Filmfonds Wien, der Filmförderungsanstalt, dem Deutschen Filmförderfonds, der Filmförderung Hamburg Schleswig-Holstein sowie Eurimages/MEDIA, beteiligt waren der Österreichische und der Norddeutsche Rundfunk sowie Arte.
Die Deutschlandpremiere fand am 28. September 2019 am Filmfest Hamburg in der Sektion Große Freiheit statt. Am 20. November folgte die internationale Premiere im Hauptwettbewerb des Tallinn Black Nights Filmfestivals. Der österreichische Kinostart erfolgte am 6. Dezember 2019 im Verleih des Filmladens, gefolgt von Deutschland am 25. Juni 2020 durch den Majestic Filmverleih. Der ursprünglich geplante Termin für den 21. Mai 2020, musste zuvor aufgrund der COVID-19-Pandemie verschoben werden.
Netflix sicherte sich als erster Streaminganbieter die Rechte an Gipsy Queen und schaltete den Film am 26. Oktober 2020 für Deutschland, Österreich und die Schweiz frei. Mittlerweile lässt sich der Film auch über eine Vielzahl weiterer Anbieter abrufen. Die DVD erschien am 4. Dezember 2020. Im ORF wurde der Film am 11. Juni 2023 erstmals ausgestrahlt.

## Rezeption
Marian Wilhelm befand in der Tiroler Tageszeitung, dass Hüseyin Tabak mit „Gipsy Queen“ auf den Spuren von Clint Eastwoods Million Dollar Baby wandle. Allerdings würde sein Drama auch sehr deutlich einen sozialen Kampf austragen. Die tatsächlichen Duelle und das Training seien Allegorien eines inneren Widerstreits, dies setze Tabak und Hauptdarstellerin Alina Șerban gut ins Bild. Șerban vermittle mit sparsamen Dialogen eine stoische Kraft. Auch Kamera und Schnitt müssten speziell in den Boxkämpfen vor keinem Hollywood-Film in Deckung gehen. Wilhelm urteilte: „Auch wenn dem Film eine ein wenig subtilere Botschaft gutgetan hätte, liefert die Gipsy Queen dem österreichischen Kino einen ordentlichen Kampf.“
Martin Schwickert bezeichnete den Film in der Saarbrücker Zeitung als ebenso kraftvolles wie sensibles und schlüssiges Frauenporträt ohne Pathos. Dabei benutze er die Metaphorik des klassischen Boxerfilms, in dem mit dem Kampf im Ring immer auch ein Prozess der Selbstfindung sei. Genauso gelänge es Tabak in der Zielgerade den Konventionen des Boxerfilms zu trotzen, der seine Helden ja gerne über Niederlagen in einem harten finalen Kampf zum Triumph führt. Stattdessen warte Gipsy Queen mitten im Ring mit einer offenen, poetischen Schlusswendung auf, die den Film samt seiner Heldin leicht wie einen Schmetterling davonflattern lasse.
Ralf Krämer schrieb in der Berliner Morgenpost, dass Regisseur Hüseyin Tabak mit Serban und Moretti zwei Sparringspartner vor die Kamera stelle, die es hinreißend verstünden, Charme und Rotzigkeit zu vereinen. Wenn der große Kampf in einer einzigen siebenminütigen, ungeschnitten Einstellung langsam zum Höhepunkt kommt, setze die Musik nicht mit Pauken und Trompeten ein, sondern mit den zarten Tönen eines Akkordeons. Ein bisschen Hans-Albers-Melancholie mache sich breit. Und eine Ahnung von Würde und Freiheit, die so im Kino viel zu selten zu spüren sei.

## Auszeichnungen und Nominierungen
Filmfest Hamburg 2019
- Nominierung für den Hamburger Produzentenpreis für Deutsche Kinoproduktionen[5]

Tallinn Black Nights Film Festival 2019
- Auszeichnung als Bester Film durch die ökumenische Jury
- Auszeichnung für die Beste Schauspielerin (Alina Șerban)

Österreichischer Filmpreis 2020
- Auszeichnung in der Kategorie Bester männlicher Darsteller (Tobias Moretti)[17]
- Nominierung in der Kategorie Bestes Drehbuch (Hüseyin Tabak)
- Nominierung in der Kategorie Beste Musik (Judit Varga)

Deutscher Filmpreis 2020
- Nominierung in der Kategorie Beste weibliche Hauptrolle (Alina Șerban)[18]

Deutscher Schauspielpreis 2020
- Auszeichnung in der Kategorie Schauspielerin in einer Hauptrolle (Alina Șerban)[19]
- Nominierung in der Kategorie Schauspieler in einer Nebenrolle (Tobias Moretti)

Kirchliches Filmfestival Recklinghausen 2020
- Auszeichnung mit dem Ökumenischen Filmpreis[20]

Günter-Rohrbach-Filmpreis 2020
- Auszeichnung mit dem Preis des Oberbürgermeisters (Alina Șerban)[21]